# Javier Velasco Yeregui
Javier Velasco Yeregui (6 de juliol de 1964, Logronyo, La Rioja - † 17 de novembre de 2009, ibídem) fou un sacerdot i teòleg espanyol, vicari general de la diòcesi de Calahorra i La Calzada-Logronyo.
Va estudiar al col·legi de San José de Logronyo, dels germans maristes, i a l'Institut Germans d'Elhúyar abans de començar els estudis al seminari diocesà de Logronyo.
El 20 d'octubre del 1990 fou ordenat sacerdot per l'aleshores bisbe Mn Ramón Búa Otero, de qui fou secretari. Una setmana després celebrà la seva primera missa a la parròquia del Bon Pastor de Logronyo.
El setembre del 1992 viatjà a Jerusalem per continuar formant-se a l'Studium Biblicum Franciscanum, on estudià hebreu i arameu, exegesi, història bíblica, arqueologia, etc. La seva tesina fou sobre La llegenda cultural de Betel a la llum de la nova crítica del Pentateuc i aconseguí la qualificació de summa cum laude probatus.
Entre el 1995 tornà a Logronyo i fou professor del seminari diocesà fins al 1997. Un any després viatjà de nou a Jerusalem, on inicià els cursos del doctorat; el 2000 es diplomà a l'École Biblique et Archeologique Française. La seva tesi era Memòria i presència divina. Espai Sagrat al Codi de l'Aliança defensada el 27 de març del 2007.
Durant cinc anys, entre el 2000 i el 2006, fou professor de teologia i didàctica de la religió al departament de ciències humanes i socials de la Universitat de La Rioja i rector de l'església de Sant Bartolomeu de Logronyo.
El novembre del 2005 fou nomenat director de l'Institut Espanyol Bíblic i Arqueològic Casa Santiago de Jerusalem, que depèn de la Universitat Pontifícia de Salamanca, on feu classes sobre el Pentateuc a la facultat de ciències bíbliques fins al 2009.